# St. Elisabeth (Salzgitter)

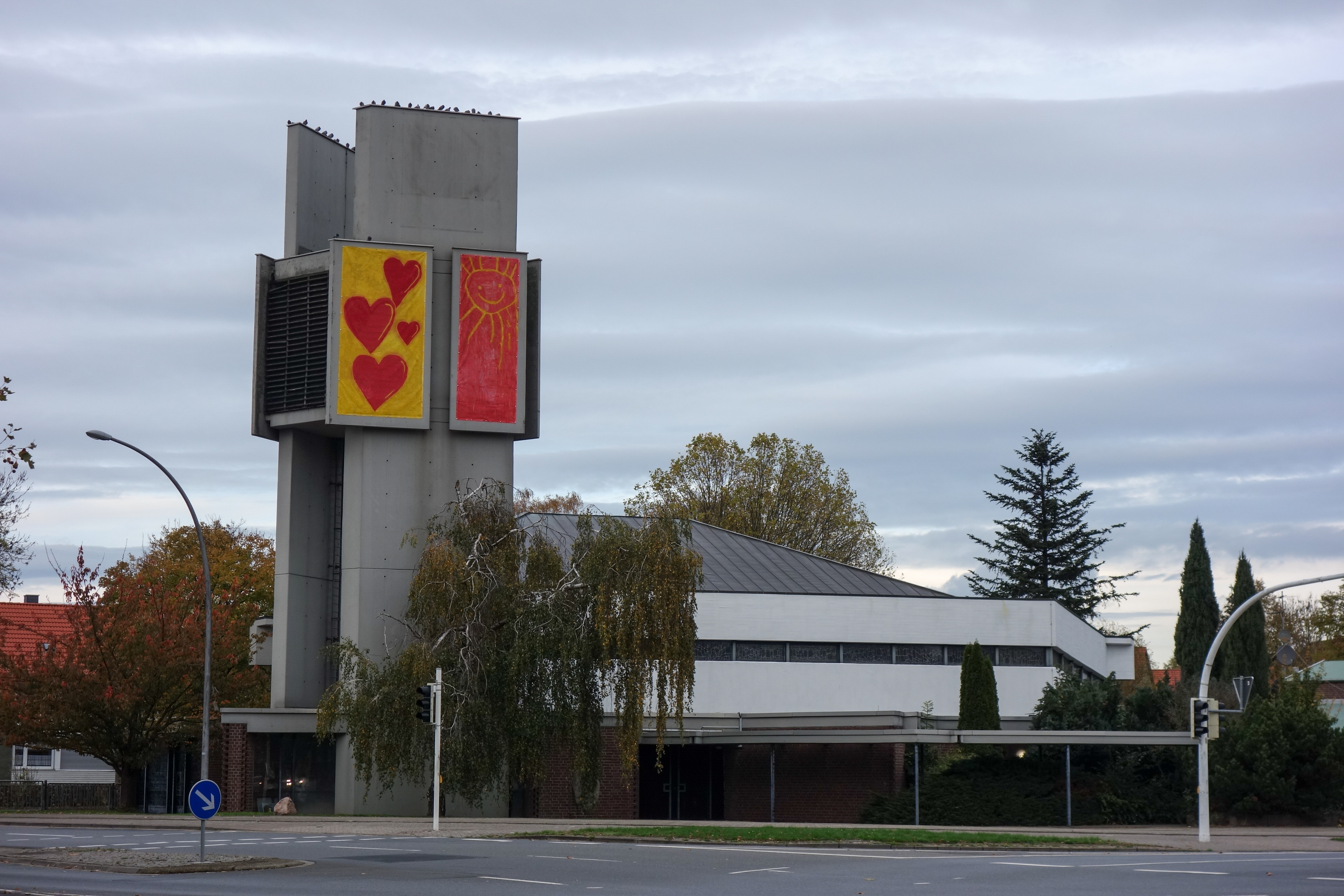
St.-Elisabeth-Kirche (2019), Ansicht von Süden

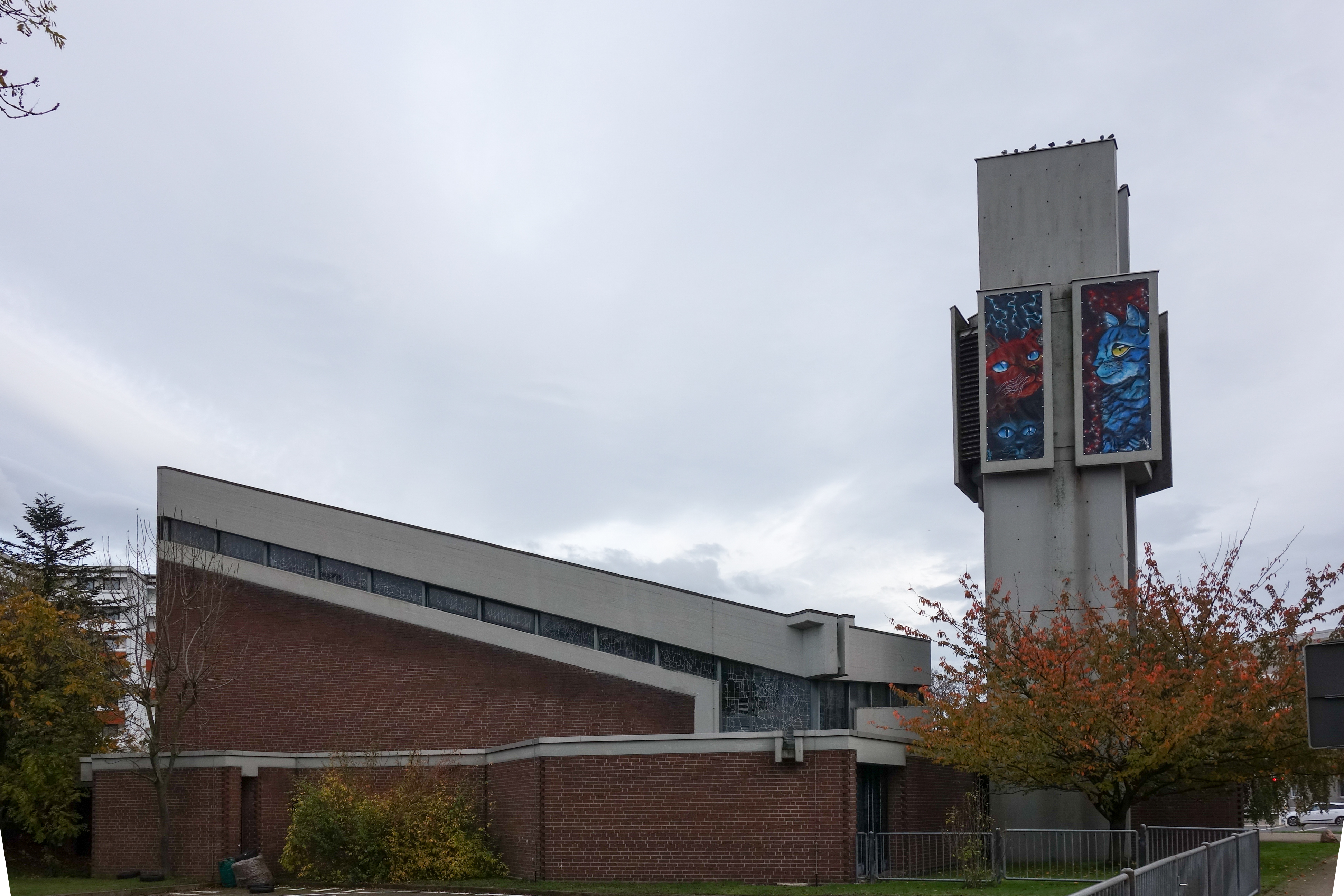
St.-Elisabeth-Kirche (2019), Ansicht von Nordwesten

Die Kirche Sankt Elisabeth war eine katholische Kirche in Lebenstedt, einem Stadtteil von Salzgitter in Niedersachsen. Sie gehörte zuletzt zur Pfarrgemeinde St. Joseph mit Sitz in Salzgitter-Lebenstedt, im Dekanat Goslar-Salzgitter des Bistums Hildesheim. Die Kirche war nach der heiligen Elisabeth von Thüringen benannt und befand sich in der Neißestraße 1/3. Die nächstliegende katholische Kirche ist heute die nur etwa 1,5 Kilometer entfernte St.-Joseph-Kirche.

## Geschichte
Durch weitere Neubauten, besonders im Seeviertel, entstand der Bedarf für eine dritte katholische Kirche in Lebenstedt. Anfänglich fanden die Gemeindegottesdienste in der Aula der Goetheschule statt. Im November 1967 erfolgte die Grundsteinlegung der Kirche, am 21. Dezember 1969 ihre Konsekration durch Bischof Heinrich Maria Janssen. 1973 wurde aus Teilbereichen der bereits in Lebenstedt bestehenden Pfarrgemeinden „St. Joseph“ und „St. Michael“ die selbstständige Kirchengemeinde „St. Elisabeth“ errichtet, 1976 wurde sie zur Pfarrei erhoben.
Am 1. September 2003 wurde die Pfarrei „St. Elisabeth“ aufgelöst und zusammen mit der ebenfalls aufgelösten Pfarrei „St. Joseph“ die neue Pfarrei „St. Peter und Paul“ gebildet. Am 1. November 2006 entstand aus den bisherigen Pfarreien „St. Peter und Paul“ und „St. Michael“ die heutige Pfarrei „St. Joseph“. Ab dem 1. Juli 2007 gehörte die Kirche zum damals neu errichteten Dekanat Goslar–Salzgitter, zuvor gehörte sie zum Dekanat Salzgitter.
Am 3. Juli 2008 erfolgte die Profanierung der Kirche durch Generalvikar Werner Schreer. Bemühungen, das Kirchengebäude als Jugendkirche oder als orthodoxe Kirche zu nutzen, waren erfolglos.
Im Frühjahr 2019 wurden am Turm farbige Bilder angebracht, die von den Künstlern Wilma Klein sowie Vitalij Gerasimenko und Ronny Knorr in Zusammenarbeit mit Kindern mit und ohne Behinderung gestaltet wurden. Finanzielle Unterstützung bekam das Projekt von der Aktion Mensch.
Heute werden das Kirchengebäude und das Pfarrheim von der benachbarten gleichnamigen Kindertagesstätte (Baltenstraße 4) mitgenutzt.

## Architektur und Ausstattung
Die Kirche wurde nach den Plänen des Braunschweiger Architekten Alois Hafkemeyer (1929–1986) erbaut, der bereits die Kirchen St. Norbert (Grasleben), Corpus Christi (Rotenburg (Wümme)) und St. Marien (Braunschweig-Querum) entworfen hatte und später noch St. Bernward (Braunschweig), das Ökumenische Zentrum St. Stephanus und St. Maximilian Kolbe (Salzgitter) entwarf.
Die als Zentralbau mit Glockenturm ausgeführte St.-Elisabeth-Kirche befand sich in rund 92 Meter Höhe über dem Meeresspiegel. Der sechseckige Hauptraum wurde durch ein freitragendes Dach überspannt, das mit seiner Größe von 31 Metern zur Bauzeit das größte in Deutschland war. Der Altar stand gemäß der Liturgiereform des Zweiten Vatikanischen Konzils im Mittelpunkt des Gemeinderaumes. Die Funktionsräume, wie Taufraum, Sakraments- und Marienkapelle waren um den Hauptraum herum angeordnet.
Die meisten der Sakral- und Kunstgegenstände der Kirche, wie Altar, Tabernakel und Taufstein, waren vom Braunschweiger Bildhauer Jürgen Weber entworfen worden. Die Kirche erhielt 1985 eine neue Orgel, die hinter dem Altar stand. Nach der Profanierung fanden einige der Ausstattungsstücke einen neuen Platz in der benachbarten St.-Joseph-Kirche. 
Die drei 1988 geweihten Glocken Hl. Maria, Hl. Elisabeth und Hl. Vinzenz von Paul und Hl. Martin wurden im April 2015 nach Hannover gebracht und finden nun in der dortigen St.-Joseph-Kirche wieder Verwendung.